# Марко Јанковић (фудбалер)
Марко Јанковић (Цетиње, 9. јул 1995) је црногорски фудбалер, који игра позицији офанзивног везисте.

## Каријера
Марко Јанковић је прошао омладинску школу Партизана, али није одмах добио шансу, него је прослеђен на позајмицу у Телеоптик. У лето 2013. године је прешао у грчког великана, екипу Олимпијакоса. У јесен 2013. Јанковић је играо за Олимпијакос у УЕФА Лиги младих. Јанковић је провео сваки минут на терену у групној фази овог такмичења, против Пари Сен Жермена, Бенфике и Андерлехта. У лето 2014. године, Јанковић одлази на позајмицу у ОФК Београд. Јанковић је дебитовао за клуб у Суперлиги Србије против Новог Пазара и постигао гол у победи ОФК Београда 3:2. Сезону 2015/16. је провео у словеначком Марибору, са којим је освојио Куп Словеније. У лето 2016. године се враћа у Партизан.

## Трофеји
Марибор
- Куп Словеније (1) : 2015/16.

Партизан
- Суперлига Србије (1) : 2016/17.
- Куп Србије (2) : 2016/17, 2017/18.